# Balans (boekhouden)
Een balans is een overzicht van de bezittingen, de schulden en het eigen vermogen van een entiteit zoals een onderneming, instelling of persoon, op een bepaald moment. De entiteit kan al of niet een rechtspersoon zijn. 

## Indeling balans
De balans vermeldt de activa (bezittingen) en de passiva (schulden). Het verschil is het eigen vermogen. Het wordt geplaatst bij de passiva. De totale waarde van de activa is uiteraard gelijk aan die van de passiva, inclusief het eigen vermogen, dat kan worden gezien als de schuld aan de aandeelhouders of eigenaar. De combinatie kan worden gezien als de passiva in de ruime zin van het woord. De term "balans" doelt op dit evenwicht. Dit bedrag heet het balanstotaal.
De activa worden, kort gezegd, gevormd door de bezittingen, zoals geldtegoeden, gebouwen, goederen, e.d., en bij de passiva staan het eigen vermogen en de passiva in engere zin: het vreemd vermogen (geleend geld, schulden), dus de middelen waarmee de activa gefinancierd zijn. Als de beide delen naast elkaar gepresenteerd worden, staan de activa aan de linkerzijde (debetkant) en de passiva inclusief het eigen vermogen aan de rechterzijde (creditkant). Dit heet de scontrovorm. Er is echter niets op tegen om ze onder elkaar te zetten.
Dit heet de staffelvorm.
| BALANS (overzicht van begrippen)              | BALANS (overzicht van begrippen)                                              |
| Activa (debet)                                | Passiva (credit)                                                              |
| --------------------------------------------- | ----------------------------------------------------------------------------- |
| Vaste activa (grond, terreinen, gebouwen)     | Eigen vermogen                                                                |
| Vlottende activa (voorraden, debiteuren)      | Vreemd vermogen op lange termijn (looptijd langer dan 1 jaar)                 |
| Liquide middelen (banktegoeden, contant geld) | Vreemd vermogen op korte termijn (looptijd tot 1 jaar), waaronder crediteuren |
'Activa' worden ook 'bezittingen' genoemd.
Bij particulieren wordt 'eigen vermogen' 'vermogen' genoemd, en 'vreemd vermogen' 'schuld(en)'.
Wanneer het balanstotaal daalt, dan wordt naast de term balansverkleining ook de term balansverkorting gebruikt. Wordt het balanstotaal groter dan is er sprake van balansverlenging.
Sommige financiële instrumenten, zoals futures, houden zowel rechten als plichten in, en kunnen, afhankelijk van de markt, omslaan van een bezitting in een schuld en omgekeerd.

## Functie van een balans
Aan de hand van een balans kan een indicatie verkregen worden omtrent het vermogen van die entiteit (soms persoon, maar meestal bedrijf) op een bepaalde datum (de balansdatum, meestal is dit 31 december, hoewel grote ondernemingen vaak ook balansen op een kwartaalultimo publiceren). Het verschil tussen de bezittingen en de schulden (het saldo daarvan) is het eigen vermogen. 
Een balans is, met de winst-en-verliesrekening en de toelichting op die stukken, een onderdeel van de jaarrekening. Die is weer, in het spraakgebruik, een onderdeel van het jaarverslag. Bij grotere organisaties is tevens meestal een kasstroomoverzicht opgenomen.
Het periodiek maken en publiceren van een jaarrekening is verplicht voor (de meeste) rechtspersonen, hoewel de mate van gedetailleerdheid en de omvang van de publicatieplicht verschillend is.
De boekwaarde van een item kan afwijken van de werkelijke waarde. De boekwaarde wordt bijvoorbeeld bepaald door fiscale regels, zoals over hoe snel mag worden afgeschreven, en bijvoorbeeld een fiscale regel dat een waardevermeerdering niet belast is als winst, waardoor er dus ook geen hogere waarde op de balans komt. Uiteindelijk wordt dit bijvoorbeeld door belasting over stakingswinst rechtgetrokken.

## Balans van een persoon of gezin, met voorbeelden
Hoewel privépersonen meestal geen balans zullen maken, is het wellicht verhelderend om de structuur
van een balans te schetsen aan de hand van enige voorbeelden van balansen van een persoon.
Terwijl het eigen vermogen van een onderneming een soort van schuld is aan de eigenaar, is zoiets niet van toepassing bij de balans van een persoon. Bij het overlijden van de persoon is het eigen vermogen (na aftrek van de uitvaartkosten) in principe de waarde van de nalatenschap.

### Kleuter
Een kleuter zou de volgende balans kunnen hebben:
| Activa          | Activa  |  | Passiva        | Passiva |
| --------------- | ------- |  | -------------- | ------- |
| speelgoed       | € 25,00 |  | eigen vermogen | € 28,15 |
| inhoud spaarpot | € 3,15  |  |                |         |
| totaal          | € 28,15 |  | totaal         | € 28,15 |
Het eigen vermogen is hier de enige post aan kant van de passiva.
In "normale taal" staat hier: ik heb speelgoed ter waarde van € 25 en er zit € 3,15 in mijn spaarpot.
Ik heb geen schulden.

### Scholier
Een scholier zou de volgende balans kunnen hebben:
| Activa              | Activa | Activa | Passiva                   | Passiva | Passiva |
| ------------------- | ------ | ------ | ------------------------- | ------- | ------- |
| scooter             | €      | 600,00 | eigen vermogen            | €       | 32,93   |
| mobiele telefoon    | €      | 40,00  | geleend van Piet          | €       | 25,00   |
| beltegoed           | €      | 12,33  | af te betalen aan scooter | €       | 595,00  |
| uitgeleend aan Kees | €      | 0,60   |                           |         |         |
| totaal              | €      | 652,93 | totaal                    | €       | 652,93  |
In normaal Nederlands zou deze balans als volgt beoordeeld kunnen worden: De financiële positie van deze scholier is niet al te rooskleurig. Tegenover de scooter staat een vrijwel even groot bedrag aan schuld. De post "uitgeleend aan Kees", ook te formuleren als "vordering op Kees", staat aan de debetzijde (links), bij de activa. Kees is een debiteur/schuldenaar. De post "geleend van Piet", ook te formuleren als "schuld aan Piet", staat aan de creditzijde (rechts), bij de passiva; Piet is een crediteur/schuldeiser.

### Gezin
Bij een gezin kan het er zo uitzien:
| Activa    | Activa       |  | Passiva             | Passiva      |
| --------- | ------------ |  | ------------------- | ------------ |
| huis      | € 200.000,00 |  | eigen vermogen      | € 96.850,00  |
| auto      | € 12.000,00  |  | hypotheekschuld     | € 165.800,00 |
| banksaldo | € 25.800,00  |  | persoonlijke lening | € 7.650,00   |
| inboedel  | € 32.500,00  |  |                     |              |
| totaal    | € 270.300,00 |  | totaal              | € 270.300,00 |
Wat door de belastingdienst als "vermogen" wordt gezien kan afwijken van het "eigen vermogen" hierboven.

### Vergelijking
Bij een vergelijking van de balans van de scholier en de balans van het gezin valt direct al op dat de
scholier er minder rooskleurig voor staat: zijn eigen vermogen bedraagt slechts 5% van zijn balanstotaal
en bij het gezin is dat 36% (overigens hoeft een dergelijke vergelijking niet alles te zeggen).

### Jaar later (gezin)
Een vergelijking tussen de balansen op opeenvolgende balansdata (meestal met een tussenruimte van één jaar)
geeft een indicatie van de ontwikkeling van de financiële positie. Indien het hierboven genoemde gezin in
de loop van een jaar een 'normaal' financieel beleid zou voeren, zou dat kunnen leiden tot de volgende
balans 1 jaar verder:
| Activa    | Activa       |  | Passiva             | Passiva      |
| --------- | ------------ |  | ------------------- | ------------ |
| huis      | € 205.000,00 |  | eigen vermogen      | € 99.650,00  |
| auto      | € 10.000,00  |  | hypotheekschuld     | € 164.600,00 |
| banksaldo | € 23.700,00  |  | persoonlijke lening | € 4.950,00   |
| inboedel  | € 30.500,00  |  |                     |              |
| totaal    | € 269.200,00 |  | totaal              | € 269.200,00 |
Te zien is dat het eigen vermogen met € 2800 is toegenomen. Dit komt doordat de waarde van het huis is gestegen (€ 5000, normaal dalen waardes, huizenprijzen stijgen ook vaak) terwijl er op de hypotheek is afgelost (€ 1200). Ook op de persoonlijke lening is afgelost (€ 2700). Daar tegenover staat dat het banksaldo met € 2100 verminderd is, en zowel de auto als de inboedel (respectievelijk € 2000 en € 2000) minder waard zijn geworden. Dus € 5000 + € 1200 + € 2.700 − € 2100 − € 2000 − € 2000 = € 2.800.

## Ondernemingsbalansen

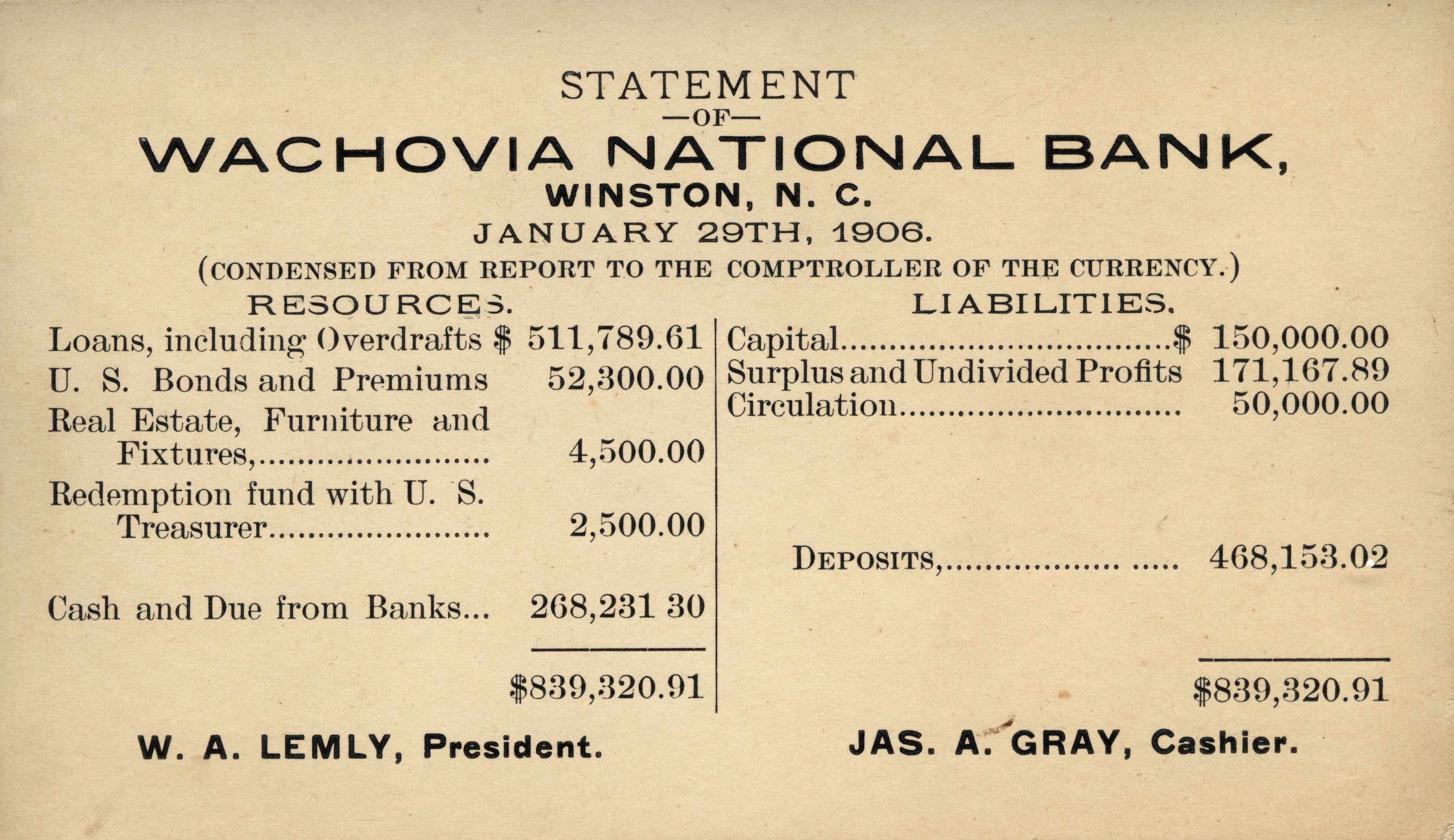
Een (naar huidige maatstaven wel zeer beknopte) balans van een bank uit 1906

De balans van een grote onderneming is uiteraard aanmerkelijk gecompliceerder dan bovenstaande voorbeelden. Het uitgangspunt is echter hetzelfde: een balans moet een getrouw beeld geven van de omvang en samenstelling van het vermogen op de balansdatum. Deze formulering is ontleend aan de wet, en is in een groot aantal accountancyregels verder uitgewerkt.
De waardering van met name de activa, maar soms ook de passiva, kan voor problemen zorgen en kan een grote invloed hebben op de uiteindelijke samenstelling van de balans. In het voorbeeld van de hierboven genoemde scholier zou een kleine waardedaling van zijn scooter al tot de situatie leiden dat zijn eigen vermogen negatief is. Hij is dan in feite insolvent: zijn schulden overtreffen zijn bezittingen.
Bij ondernemingen kunnen problemen ontstaan door de waardering van, onder andere, deelnemingen in andere ondernemingen, van goodwill, van intellectuele eigendomsrechten, en van voorzieningen. De waarderingsgrondslagen voor allerlei producten zijn strikt omschreven in de boekhoudstandaarden, zoals vastgelegd was in GAAP en vastgelegd is in het International Financial Reporting Standards (IFRS). Solvabiliteitseisen voor financiële ondernemingen zijn vastgelegd in de Akkoorden van Basel.
De posten op een balans worden bij grotere rechtspersonen uitvoerig toegelicht; de omvang van die toelichting kan in de tientallen pagina's lopen.
Balansen (en de andere onderdelen van de jaarrekening) van beursgenoteerde ondernemingen worden door analisten zorgvuldig "uitgeplozen" en vergeleken met voorgaande stukken, cijfers van branchegenoten en hun eigen verwachtingen. Dergelijke publicaties vinden vaak aan het eind van ieder kwartaal plaats.

## Activa
Aan de activa-kant van de balans (debet) staat waarin het vermogen is vastgelegd; posten zijn:
- Vaste activa
  - materiële vaste activa, waaronder grond, gebouwen en machines
  - immateriële vaste activa, waaronder goodwill
  - financiële vaste activa, waaronder deelnemingen
- Vlottende activa
  - Handelsvoorraad
  - Debiteuren
- Liquide middelen (geld in kas, op bank- en girorekeningen.)

## Passiva
Aan de passiva-kant van de balans (credit) staat waar het vermogen vandaan komt, hoe de onderneming gefinancierd is. Voorbeelden:
- Eigen vermogen
  - reserve
  - Aandeel
- Voorzieningen
- Vreemd vermogen
  - Hypotheekschuld (lang)
  - Crediteuren (kort)

## Nederlandse wetgeving
Boek 2 van het Nederlandse Burgerlijk Wetboek geeft voorschriften omtrent de balans van een rechtspersoon, en voorschriften voor de toelichting daarop. Voor een IB-ondernemer zijn er geen specifieke voorschriften voor de balans.